# Scolopax minor
Scolopax minor е вид птица от семейство Бекасови (Scolopacidae).

## Разпространение
Видът е разпространен в Канада, Мексико, Сен Пиер и Микелон и САЩ.